# Metzendorf (Seevetal)
Metzendorf – miejscowość w gminie Seevetal w powiecie Harburg w niemieckim kraju związkowym Dolna Saksonia. Należy do gminy Seevetal od 1 lipca 1972 roku. Metzendorf liczy 426 mieszkańców (30.06.2008) i należy do małych miejscowości gminy.
Wspólnie z Fleestedt, Glüsingen i Beckedorf tworzą (niem. Ortsrat), czyli radę miejscowości.

## Położenie
Metzendorf graniczy od północy z Beckedorfem; pomiędzy tymi miejscowościami leży jeszcze Woxdorf, które należy administracyjnie właśnie do Metzendorf.

## Komunikacja
Ma bardzo dobre połączenia komunikacyjne; z autostradą A7 ma dostęp przez węzeł Seevetal-Fleestedt, z autostradą A1 przez węzeł Seevetal-Hittfeld, jak i z autostradą A261 przez węzeł Tötensen.

## Gospodarka
W Metzendorf mieszkańcy żyją z rolnictwa i ogrodnictwa. Nie ma tu przemysłu ani handlu.